# 町田公二郎
町田 公二郎（まちだ こうじろう、1969年12月11日 - ）は、高知県高知市出身の元プロ野球選手（外野手、内野手）、野球指導者。

## 来歴
現役時代には、セントラル・リーグ（セ・リーグ）の公式戦で、通算20本の代打本塁打を記録。この記録は、2023年のシーズン終了時点で、セ・リーグの公式戦における代打本塁打の通算最多記録に当たる。また、広島東洋カープに在籍していた1998年から2004年までは、町田 康嗣郎（読み方は本名と同じ）という登録名を用いていた。
現役引退後は、日本プロ野球・社会人野球・学生野球の指導者を歴任。現役時代に在籍していた広島と阪神タイガースの打撃コーチを経て、2013年から2020年まで、三菱重工広島硬式野球部でヘッドコーチや監督を務めていた。同部の活動休止に伴って、2021年からは、学校法人金井学園（硬式野球部のある福井工業大学・福井工業大学附属福井高等学校などの運営法人）で総合コーチを務め、2023年から同大監督を務める。

### プロ入り前
2歳上の兄・隆之の影響で野球を始め、同じ明徳義塾高校に進学。2年生の時に肘を故障し、投手から野手に転向した。3年春の選抜大会では1回戦で三輪隆らを擁する関東一高と対戦し、敗れている。高校卒業後は隆之のいる専修大学に進学し、2年春の東都大学リーグ戦では外野手のレギュラーとして首位打者を獲得し、リーグ優勝に貢献して初のベストナインに選ばれた。また、隆之に続くリーグ史上初の兄弟首位打者でもあった。同年は日米大学野球の代表にも選ばれている。
3年春もリーグ戦でベストナインを受賞し、同年は日米大学野球と北京アジア大会の日本代表に選ばれている。4年春はリーグ戦でベストナイン、同年の日米大学野球では神宮球場で行われる第1、2戦のみの代表にそれぞれ選ばれた。翌年のバルセロナオリンピック代表の候補者としてドラフト対象外となるよう要請があったが、幼少期からの夢だったプロ野球になるべく早く行きたい、としてこれを断っている。在学中には、同学年の桧山進次郎（当時は東洋大学）と競い合いながら、リーグ戦で通算66試合に出場。当時のリーグ2位タイ記録に当たる15本塁打、打率.290（224打数65安打）、39打点という成績を残した。
1991年のドラフト会議で、広島東洋カープから1位指名を受ける。福岡ダイエーホークスとの重複指名で若田部健一の独占交渉権を抽選で逃した末の単独再指名であったが、契約金8,000万円（当時の広島球団における歴代最高額）、年俸840万円（金額は推定）という条件で入団した。背番号は5。

### 広島時代
1992年はキャンプでアキレス腱を痛めて出遅れ、5月には一軍に昇格したが、6月13日の対阪神戦で三本間に挟まれた際、捕手に右腕をスパイクされて10針を縫い、再び二軍へ戻った。7月17日にはジュニアオールスターゲームに出場し、3安打の活躍で優秀選手賞を受賞している。後半戦は7月26日の対横浜大洋戦でプロ初本塁打を放つと、翌日は2本塁打5打点を記録するなどの活躍を見せ、7月28日の対ヤクルト戦では初めて4番打者として起用された。その後はマークも厳しくなり8試合で3打点などと伸び悩み、8月21日の対ヤクルト戦からは再び西田真二が4番になっている。同年は6本塁打を打ち、オフの契約更改では160万円増の年俸1,000万円（推定）となっている。
1993年は体の開きが早くなるクセのため4、5月は不調だったが、フォームの修正に取り組んで6月17日の対巨人戦では5打点を記録している。同年は主に左翼手として77試合に先発出場した。
1994年は怪我と不振が重なりわずか18試合の出場に終わる（その間に金本知憲が台頭）。
1995年は不動のセンターだった前田智徳がシーズン序盤に今期絶望の大怪我をしたこともあり、同年代の緒方孝市や浅井樹と熾烈な外野手レギュラーの座を争い、9月10日の対中日戦では初の代打満塁本塁打を打っている。またこの年は前年、ファーストのレギュラーだったルイス・メディーナの怪我や小早川毅彦が不振だったこともあり、手薄だった一塁手にも挑戦した。同年は8本塁打、22打点の成績で800万円増の年俸2,300万円（推定）で契約を更改した。
1996年は右肘痛で二軍スタートとなったが、シーズン序盤に一軍に復帰すると4月21日の対ヤクルト戦で満塁本塁打を放っている。江藤智が負傷した9月にはプロ初の三塁の守備にも就いた。また同年は代打成績が飛躍的に向上し、8月23日から9月11日にかけては当時のリーグ新記録となる代打9打席連続出塁を達成。リーグ歴代2位のシーズン代打打率.455の成績を残した。また、左投手に対して打率.347、9本塁打の成績を残し、「左腕キラー」と呼ばれた。
1997年は登録名を「公二郎」から「康嗣郎」に改め、レギュラー定着を目指してキャンプから一塁以外の内野守備に取り組み、二塁手や三塁手としても39試合に先発出場した。同年は初の2桁本塁打を記録し、700万円増の年俸4,000万円（推定）で契約を更改した。
1998年は浅井やティモニエル・ペレスと一塁手のレギュラーの座を争った。同年は代打としてチーム最多の10打点を記録している。
1999年は6月に江藤が負傷すると、金本知憲とともに代わりの4番を任されて活躍した。
2000年は緒方の負傷もあって右翼手として57試合に先発出場するなど、スタメンとしての起用が増えた。8月24日の対巨人戦で走塁の際に右足首を故障したこともあって規定打席には達しなかったものの、打率.281、ともに自己最高となる13本塁打、34打点を記録した。
2001年は、5月10日の対巨人戦で打球を追ってフェンスに上がった際に落下し、右肩関節唇損傷を負った。8月18日の広島市民球場で開催された読売ジャイアンツ戦では、球団新記録となる通算14本目の代打本塁打を打った。10月11日の対ヤクルト戦で、藤井康雄と並ぶ日本タイ記録となる、通算4本目の代打満塁本塁打を前田浩継から打っている。
2002年は開幕から23打席無安打、うち三振が11とシーズン序盤は不調に苦しんだ。特打などの練習を行い、打撃のタイミングを修正したことで復調し、6月7日の対阪神戦では偵察メンバーとして起用されていた鶴田泰の代打として登場し、トレイ・ムーアからリーグ通算3人目の初回先頭打者代打本塁打を放った。また、この本塁打が川又米利が持つセ・リーグ記録を更新する通算17本目の代打本塁打となっている。同年にFA権を取得したが、行使せずに残留。現状維持の年俸4,500万円（推定）で契約を更改した。
2003年には、8月22日の対中日戦でファウルボールを打った際、右外腹斜筋の挫傷で2週間の戦線離脱を余儀なくされた。
2004年のシーズン終了後に、金銭トレードで阪神タイガースへ移籍した。背番号は50で、移籍を機に登録名を本名の「町田公二郞」へ戻している。阪神では、現役生活の後年に「代打の神様」と称されていた八木裕がこの年限りで引退。右の代打要員が手薄になったことから、大学からドラフト1位で広島に入団した選手としては初めて、他球団へのトレードに至った。

### 阪神時代
2005年は故障の影響で出場機会は限られたものの、球団は2年ぶりのリーグ優勝を果たしている。
2006年は開幕を一軍で迎えたが出番のないまま登録を抹消され、腰痛のため二軍での調整が続いた。しかし、7月2日のサーパスとの二軍戦で代打サヨナラ本塁打を放って一軍に復帰すると、7月4日の対中日戦で小笠原孝から阪神移籍後第1号となる本塁打を放ち、これがNPB歴代2位タイの通算20本目の代打本塁打となっている。シーズン終盤に片岡篤史とともに戦力外通告を受けた。一時は他球団での現役続行も検討したものの、持病の首痛が悪化していたこともあって引退を表明。引退会見の際には、コーチとして阪神に残ることを明言したうえで、「（選手に）好かれるコーチではなく、（指導した選手が）将来『一緒にいて良かった』と思えるようなコーチを目指す」と語っている。

### 現役引退後
2007年から2010年まで、阪神の二軍打撃コーチを担当。2010年10月には、阪神のコーチを辞任したうえで、広島の一軍打撃コーチとして秋季キャンプからチームに合流した。
2012年までコーチを務めたが、一軍のチーム打率がリーグ5位に終わったことを受けて退任した。
2013年1月から、当時社会人野球に参加していた三菱重工広島硬式野球部のヘッドコーチに就任。同年の社会人野球日本選手権大会で、チームを39年ぶりの準決勝進出に導いた。
2015年から監督に昇格すると、チームを4年ぶりに都市対抗野球大会の本戦に進出させたばかりか、本戦でも準決勝まで勝ち残った。

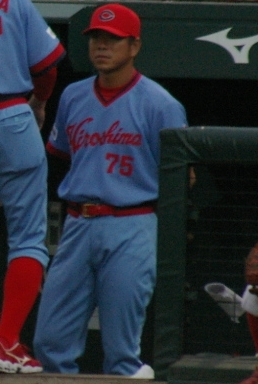
広島コーチ時代 2011年8月25日

三菱重工広島では2020年まで監督を務めていたが、三菱重工業が社内の硬式野球部を三菱重工East硬式野球部（母体は三菱パワー硬式野球部）と三菱重工West硬式野球部（母体は三菱重工神戸・高砂硬式野球部）に集約させる方針を打ち出したことに伴って、広島の硬式野球部は2020年シーズン限りで活動を休止。結果として、町田は広島硬式野球部で最後の監督になった。同部からは後に一部の選手やコーチがWest硬式野球部へ合流したものの、町田自身はその道を選ばず、学生野球資格回復制度を利用。
2021年2月5日付で日本学生野球協会から資格回復の適性を認められたことによって、同協会に加盟する大学・高校の野球部も指導できるようになった。この認定を受けて、同年4月1日付で学校法人金井学園の総合コーチに就任。学園が運営する日本学生野球協会加盟校（福井工業大学や福井工業大学附属福井高等学校など）で、硬式野球部の打撃指導に当たっている。福井工大では、総合コーチ就任から2か月後（2021年6月）の第70回全日本大学野球選手権記念大会で、チームを北陸勢としては史上初めての決勝進出に導いた。2023年からは福井工大の監督に就任している。

## 人物・プレースタイル
広島時代は左打者の浅井樹とともに代打の切り札として活躍した。特に1996年には2人とも代打での打率が4割を超えている。通算代打成績は397打数、90安打、20本塁打（2012年現在、プロ野球史上2位）、71打点（2012年現在、セ・リーグ史上12位）、打率.227。1995年までの4年間は代打成績が打率.167、1本塁打、9打点とむしろ代打を苦手にしていたが、試合開始からスタメンのつもりで相手投手を分析して配球を読むようになり、さらに右打ちの練習を重ねたことで苦手の変化球を克服したという。
「バットを振らなければ何も起こらない」という信条から代打では特に見逃しを極端に嫌い、積極的に打つ姿勢を見せた。試合前の練習から相手チームの投手の球筋をイメージしてスイングするなど、代打の1打席で結果を出すために入念な準備を怠らなかった。同僚の前田智徳曰く、町田は毎試合5回以降になるとロッカールームで浅井か若手選手を相手に相撲の取っ組み合いをして気持ちを高め打席に臨んでいたという。一方で、現役生活の最後まで代打ではなくレギュラーを目指しており、得意ではない走塁や守備にも課題を持って練習に取り組んでいた。現役時代は一貫して外野手登録ではあったが、同時期の広島の外野陣は前田智徳、緒方孝市、金本知憲らが定着していったこともあり、バッテリーと遊撃手を除く全ポジションで先発出場したことがある。
金本知憲とは広島の同期で、入団当時から仲が良く、阪神でもチームメイトになっていた。町田が阪神移籍後第1号本塁打を打った際には、金本がベンチの誰よりも喜びをあらわにした。なお、この金本の1492試合連続フルイニング出場の日本記録は、町田の代打が始まりである。1999年7月20日の対阪神戦で、2点ビハインドの7回表の広島の攻撃で一死満塁で打者が野村謙二郎、金本と続くところで、投手が遠山奬志に交代し、野村三振で二死満塁となったところで、達川監督が金本に代打町田を告げた（結局町田は中飛でそのまま阪神が勝利した）。その翌日から金本の1492試合フルイニング出場が始まった。
広島へ入団してからは、球団に代々伝わる指導方針に沿って、下半身での踏ん張りを活かした打撃フォームを猛練習で身に付けた。その経験から、現役を引退してからの打撃指導では、スイングの際に軸足の裏で地面をしっかりと踏ん張れるようにすることを最も重視しているという。

## 「幻の本塁打」
広島時代の1999年6月30日の対横浜ベイスターズ戦（富山市民球場アルペンスタジアム）の5回に東出輝裕の代打として出場し、川村丈夫の初球を左翼ポール際へ本塁打性の打球を打つ。ボールはポールを巻いたように見えたが、三塁塁審の真鍋勝己はファウルという判定。広島首脳陣は約10分間猛抗議したが認められなかった（球審は渡真利克則）。町田は結局空振り三振し、「そういう星の下に生まれたのかな。あれがあれば（代打通算）21本塁打だったんだよね」と回想していた。
また、阪神移籍後の2005年5月3日の対広島戦（甲子園球場）では1点ビハインドの9回に走者一塁の場面で代打出場。ジョン・ベイルから左翼ポール際への逆転サヨナラ本塁打かという大飛球を放つも、塁審の上本孝一の判定はファウル。この時も結果は三振だった。

## 詳細情報

### 年度別打撃成績
| 年 度      | 球 団      | 試 合 | 打 席 | 打 数 | 得 点 | 安 打 | 二 塁 打 | 三 塁 打 | 本 塁 打 | 塁 打 | 打 点 | 盗 塁 | 盗 塁 死 | 犠 打 | 犠 飛 | 四 球 | 敬 遠 | 死 球 | 三 振 | 併 殺 打 | 打 率 | 出 塁 率 | 長 打 率 | O P S |
| ---------- | ---------- | ----- | ----- | ----- | ----- | ----- | -------- | -------- | -------- | ----- | ----- | ----- | -------- | ----- | ----- | ----- | ----- | ----- | ----- | -------- | ----- | -------- | -------- | ----- |
| 1992       | 広島       | 49    | 175   | 153   | 19    | 41    | 9        | 1        | 6        | 70    | 19    | 1     | 1        | 0     | 2     | 16    | 0     | 4     | 34    | 3        | .268  | .349     | .458     | .806  |
| 1993       | 広島       | 103   | 317   | 276   | 26    | 68    | 16       | 0        | 6        | 102   | 31    | 1     | 0        | 4     | 1     | 28    | 0     | 8     | 72    | 9        | .246  | .332     | .370     | .702  |
| 1994       | 広島       | 18    | 32    | 26    | 0     | 2     | 0        | 0        | 0        | 2     | 1     | 0     | 0        | 0     | 0     | 6     | 0     | 0     | 7     | 0        | .077  | .250     | .077     | .327  |
| 1995       | 広島       | 69    | 155   | 138   | 16    | 36    | 5        | 0        | 8        | 65    | 22    | 2     | 1        | 2     | 0     | 14    | 0     | 1     | 36    | 2        | .261  | .333     | .471     | .804  |
| 1996       | 広島       | 73    | 148   | 130   | 25    | 40    | 6        | 0        | 9        | 73    | 23    | 2     | 1        | 1     | 0     | 15    | 2     | 2     | 26    | 3        | .308  | .388     | .562     | .949  |
| 1997       | 広島       | 103   | 301   | 257   | 34    | 62    | 10       | 0        | 10       | 102   | 33    | 4     | 4        | 3     | 1     | 33    | 0     | 7     | 56    | 7        | .241  | .342     | .397     | .739  |
| 1998       | 広島       | 89    | 198   | 172   | 14    | 42    | 8        | 0        | 4        | 62    | 23    | 2     | 0        | 1     | 3     | 18    | 2     | 4     | 41    | 3        | .244  | .325     | .360     | .685  |
| 1999       | 広島       | 81    | 199   | 177   | 17    | 43    | 8        | 0        | 8        | 75    | 28    | 0     | 1        | 0     | 2     | 17    | 0     | 3     | 33    | 7        | .243  | .317     | .424     | .740  |
| 2000       | 広島       | 102   | 307   | 260   | 43    | 73    | 14       | 0        | 13       | 126   | 34    | 4     | 1        | 1     | 2     | 39    | 1     | 5     | 56    | 9        | .281  | .382     | .485     | .867  |
| 2001       | 広島       | 70    | 114   | 92    | 16    | 24    | 3        | 0        | 9        | 54    | 22    | 0     | 0        | 2     | 0     | 18    | 0     | 2     | 28    | 3        | .261  | .393     | .587     | .980  |
| 2002       | 広島       | 73    | 113   | 97    | 11    | 21    | 3        | 0        | 7        | 45    | 12    | 1     | 0        | 0     | 0     | 14    | 0     | 2     | 36    | 2        | .216  | .327     | .464     | .791  |
| 2003       | 広島       | 70    | 146   | 118   | 17    | 27    | 8        | 0        | 4        | 47    | 19    | 1     | 0        | 3     | 1     | 16    | 0     | 8     | 24    | 3        | .229  | .357     | .398     | .755  |
| 2004       | 広島       | 7     | 7     | 6     | 0     | 1     | 0        | 0        | 0        | 1     | 0     | 0     | 0        | 0     | 0     | 0     | 0     | 1     | 2     | 0        | .167  | .286     | .167     | .452  |
| 2005       | 阪神       | 34    | 37    | 32    | 3     | 6     | 1        | 0        | 0        | 7     | 3     | 0     | 0        | 0     | 0     | 4     | 1     | 1     | 9     | 1        | .188  | .297     | .219     | .516  |
| 2006       | 阪神       | 14    | 15    | 12    | 2     | 3     | 1        | 0        | 1        | 7     | 2     | 0     | 0        | 0     | 0     | 3     | 0     | 0     | 2     | 0        | .250  | .400     | .583     | .983  |
| 通算：15年 | 通算：15年 | 955   | 2264  | 1946  | 243   | 489   | 92       | 1        | 85       | 838   | 272   | 18    | 9        | 17    | 12    | 241   | 6     | 48    | 462   | 52       | .251  | .346     | .431     | .777  |

### 年度別守備成績
| 年 度 | 一塁  | 一塁  | 一塁  | 一塁  | 一塁  | 一塁     | 二塁  | 二塁  | 二塁  | 二塁  | 二塁  | 二塁     | 三塁  | 三塁  | 三塁  | 三塁  | 三塁  | 三塁     | 外野  | 外野  | 外野  | 外野  | 外野  | 外野     |
| 年 度 | 試 合 | 刺 殺 | 補 殺 | 失 策 | 併 殺 | 守 備 率 | 試 合 | 刺 殺 | 補 殺 | 失 策 | 併 殺 | 守 備 率 | 試 合 | 刺 殺 | 補 殺 | 失 策 | 併 殺 | 守 備 率 | 試 合 | 刺 殺 | 補 殺 | 失 策 | 併 殺 | 守 備 率 |
| ----- | ----- | ----- | ----- | ----- | ----- | -------- | ----- | ----- | ----- | ----- | ----- | -------- | ----- | ----- | ----- | ----- | ----- | -------- | ----- | ----- | ----- | ----- | ----- | -------- |
| 1992  | -     | -     | -     | -     | -     | -        | -     | -     | -     | -     | -     | -        | -     | -     | -     | -     | -     | -        | 43    | 63    | 0     | 0     | 0     | 1.000    |
| 1993  | -     | -     | -     | -     | -     | -        | -     | -     | -     | -     | -     | -        | -     | -     | -     | -     | -     | -        | 83    | 154   | 4     | 1     | 0     | .994     |
| 1994  | -     | -     | -     | -     | -     | -        | -     | -     | -     | -     | -     | -        | -     | -     | -     | -     | -     | -        | 10    | 17    | 1     | 0     | 0     | 1.000    |
| 1995  | 26    | 118   | 8     | 0     | 14    | 1.000    | -     | -     | -     | -     | -     | -        | -     | -     | -     | -     | -     | -        | 27    | 40    | 1     | 1     | 0     | .976     |
| 1996  | 11    | 16    | 2     | 0     | 0     | 1.000    | -     | -     | -     | -     | -     | -        | 9     | 3     | 9     | 2     | 1     | .857     | 29    | 29    | 2     | 0     | 0     | 1.000    |
| 1997  | 28    | 50    | 8     | 2     | 4     | .967     | 15    | 34    | 39    | 2     | 9     | .973     | 27    | 12    | 44    | 1     | 1     | .982     | 29    | 47    | 1     | 0     | 0     | 1.000    |
| 1998  | 55    | 356   | 29    | 4     | 30    | .990     | -     | -     | -     | -     | -     | -        | -     | -     | -     | -     | -     | -        | 4     | 3     | 0     | 0     | 0     | 1.000    |
| 1999  | 36    | 214   | 14    | 1     | 22    | .996     | 18    | 21    | 27    | 1     | 3     | .980     | 4     | 3     | 3     | 0     | 0     | 1.000    | 10    | 7     | 1     | 0     | 0     | 1.000    |
| 2000  | 12    | 84    | 9     | 0     | 10    | 1.000    | -     | -     | -     | -     | -     | -        | -     | -     | -     | -     | -     | -        | 75    | 97    | 3     | 1     | 0     | .990     |
| 2001  | -     | -     | -     | -     | -     | -        | -     | -     | -     | -     | -     | -        | -     | -     | -     | -     | -     | -        | 26    | 28    | 0     | 0     | 0     | 1.000    |
| 2002  | 14    | 104   | 9     | 0     | 8     | 1.000    | 1     | 0     | 0     | 0     | 0     | ----     | -     | -     | -     | -     | -     | -        | 7     | 8     | 0     | 0     | 0     | 1.000    |
| 2003  | 18    | 117   | 9     | 0     | 15    | 1.000    | -     | -     | -     | -     | -     | -        | -     | -     | -     | -     | -     | -        | 25    | 18    | 0     | 1     | 0     | .947     |
| 2005  | 1     | 4     | 0     | 0     | 1     | 1.000    | -     | -     | -     | -     | -     | -        | -     | -     | -     | -     | -     | -        | -     | -     | -     | -     | -     | -        |
| 2006  | 1     | 5     | 2     | 0     | 0     | 1.000    | -     | -     | -     | -     | -     | -        | -     | -     | -     | -     | -     | -        | -     | -     | -     | -     | -     | -        |
| 通算  | 202   | 1068  | 90    | 7     | 104   | .994     | 34    | 55    | 66    | 3     | 12    | .976     | 40    | 18    | 56    | 3     | 2     | .961     | 368   | 511   | 13    | 4     | 0     | .975     |

### 記録
初記録
- 初出場：1992年6月3日、対阪神タイガース10回戦（広島市民球場）、9回裏に北別府学の代打として出場
- 初先発出場：1992年6月6日、対ヤクルトスワローズ7回戦（福島県営あづま球場）、6番・左翼手として先発出場
- 初安打：同上、2回表に伊東昭光から
- 初本塁打・初打点：1992年7月25日、対横浜大洋ホエールズ17回戦（横浜スタジアム）、1回表に岡本透から
- 初盗塁：1992年8月1日、対読売ジャイアンツ15回戦（広島市民球場）、1回裏に二盗（投手：宮本和知、捕手：大久保博元）

代打記録
- 通算代打本塁打：20本（歴代2位タイ・セ・リーグ記録）
- 通算代打満塁本塁打：4本（歴代1位タイ・日本記録）
- 代打9打席連続出塁（1996年・歴代2位）
- 9年連続代打本塁打（1995 - 2003年・日本記録）

### 背番号
- 5（1992年 - 2004年）
- 50（2005年 - 2006年）
- 73（2007年 - 2010年）
- 75（2011年 - 2012年）

### 登録名
- 町田 公二郎（まちだ こうじろう、1992年 - 1997年、2005年 - 2006年）
- 町田 康嗣郎（まちだ こうじろう、1998年 - 2004年）